# إيلينا أنايا
إيلينا أنايا غوتيريز (بالإسبانية: Elena Anaya)‏ (ولدت في 17 يوليو 1975) ممثلة إسبانية منذ عام 1995, تألقت جنبا إلى جنب مع أنطونيو بانديراس في فيلم الجلد الذي أعيش فيه (2011) من إخراج بيدرو ألمودوفار , كما عرفت بدورها في فيلم الرومانسي المثير غرفة في روما ومنحت عنه على جائزة جويا لأفضل ممثلة عام 2010 , لعبت دور الشريرة إيزابيل مارو في فيلم المرأة الخارقة (2017)

## الجوائز والترشيحات
| عام               | الجوائز                  | مجموعة            | فيلم                | نتيجة |
| ----------------- | ------------------------ | ----------------- | ------------------- | ----- |
| 2001 [الإنجليزية] | جوائز جويا               | أفضل ممثلة مساعدة | الجنس ولوسيا        | رُشِّح   |
| 2001 [الإنجليزية] | اتحاد الممثلين الاسبان   | فيلم: أداء مساند  | الجنس ولوسيا        | فوز   |
| 2005              | جوائز برشلونة السينمائية | أفضل ممثلة        | Fragile             | رُشِّح   |
| 2009              | مهرجان سيتجيس السينمائي  | أفضل ممثلة        | Hierro              | فوز   |
| 2010              | جوائز جويا               | أفضل ممثلة        | غرفة في روما        | رُشِّح   |
| 2011              | جوائز جويا               | أفضل ممثلة        | الجلد الذي أعيش فيه | فوز   |
| 2014              | جوائز جويا               | أفضل ممثلة        | Todos están muertos | رُشِّح   |
| 2015              | جوائز البلاتين           | أفضل ممثلة        | La memoria del agua | رُشِّح   |

## روابط خارجية
- إيلينا أنايا على موقع IMDb (الإنجليزية)
- إيلينا أنايا على موقع روتن توميتوز (الإنجليزية)
- إيلينا أنايا على موقع قاعدة بيانات الأفلام العربية
- إيلينا أنايا على موقع ألو سيني (الفرنسية)
- إيلينا أنايا على موقع تيرنر كلاسيك موفيز (الإنجليزية)
- إيلينا أنايا على موقع أول موفي (الإنجليزية)
- إيلينا أنايا على موقع قاعدة بيانات الأفلام السويدية (السويدية)
- إيلينا أنايا على موقع إن إن دي بي (الإنجليزية)
- إيلينا أنايا على موقع قاعدة بيانات الفيلم (الإنجليزية)
- إيلينا أنايا على موقع كينوبويسك (الروسية)
- إيلينا أنايا at أول موفي
- إيلينا أنايا at Yahoo! Movies